# 湯坂森
湯坂森（ゆざかもり）は、秋田県鹿角市にある山である。

## 概要
標高660.2m。熊沢川（米代川水系支流）の上流右岸にある。
北西側山麓から延びる半島状丘陵の先端部には、秋田県鹿角市遺跡詳細分布調査報告書記載の水沢遺跡（縄文時代）がある（標高約325m）。
この山より南方の奥地（高地）では水稲栽培はできない。北側には開拓された田畑が広がるが、冷害が多い。